# Brava Energia
Brava Energia, anteriormente 3R Petroleum, é uma empresa brasileira de capital aberto com foco na produção de petróleo e gás e no investimento e na recuperação de ativos em produção, especializada na gestão eficiente de reservatórios e no desenvolvimento de campos maduros. A companhia encerrou o terceiro trimestre de 2022 com lucro líquido recorde de R$ 469,8 milhões.

## História

### Ouro Preto Óleo e Gás
Em 17 de junho de 2010, foi fundada a Ouro Preto Óleo e Gás sob a razão social BN 37 Participações. A razão social sofreu alterações: em 8 de julho de 2010, foi alterada para SRM Óleo e Gás Ltda; em 04 de agosto de 2010 para SRM Óleo e Gás S.A.; em 31 de dezembro de 2010 para YXC Óleo e Gás e em 13 de setembro de 2012 para Ouro Preto Óleo e Gás S.A..
A companhia foi criada por Rodolfo Landim com foco em ativos em exploração em terra e mar.
Entre 2010 e 2014, a empresa participou de diversas rodadas promovidas pela Agência Nacional do Petróleo (ANP), tendo arrematado blocos nas bacias de Barreirinhas, Parnaíba e Recôncavo. Em 2014, a Ouro Preto adquiriu parte das sociedades detidas pela El Paso no Brasil, passando a deter ativos em produção na bacia do Espírito Santo e Potiguar, além de outros ativos em estágio de desenvolvimento. 
Em 2014, adquiriu as empresas EP Energy do Brasil e EP Energy Pescada, que possuíam ativos concessões já em produção nas bacias de Camamu-Almada, Espírito Santo e Potiguar, acrescentando aos seus ativos os campos de Camarupim (24,32%), na Bacia do Espírito Santo, e o Complexo Pescada-Arabaiana (35%), na Bacia Potiguar.
Entre 2016 e 2019, a empresa adquiriu ativos da Petrobras, que estava em processo de desinvestimento. 
Em fevereiro de 2020, Rodolfo Landim vendeu a Ouro Preto para a Starboard Restructuring Partners, um gestora de private equity.
Em julho de 2020, passou a deter 100% dos contratos de concessão referentes aos campos de Pescada, Arabaiana e Dentão, vendidos pela Petrobras por por US$ 1,5 milhão.

### 3R Petroleum
Em 2014, foi fundada a 3R Petroleum pelos sócios Ricardo Savini e Daniel Soares, baseada nas premissas Redesenvolver, Repensar e Revitalizar campos maduros.
Em agosto de 2019, a Petrobras vendeu por US$ 191,1 milhões de sete campos que fazem parte do Polo Macau, na Bacia Potiguar, para a 3R Petroleum. O Polo Macau engloba os campos de Aratum, Macau, Serra, Salina Cristal, Lagoa Aroeira, Porto Carão e Sanhaçu.
No mesmo mês, a Starboard Asset adquiriu 93% da 3R. 

### Fusão
Em agosto de 2020, foi aprovada a alteração da denominação social de Ouro Preto Óleo e Gás S.A. para 3R Petroleum Óleo e Gás S.A. (3R OG). Em 9 de novembro de 2020 a 3R Petroleum e Participações S.A. (“3R Petroleum”) foi incorporada pela 3R OG.
Em 12 de novembro de 2020, a 3R Petroleum faz seu IPO na B3, captando R$ 600 milhões.

### Enauta
Em 1998, foi fundada a Queiroz Galvão Óleo e Gás (QGOG), realizando atividades na exploração e produção de petróleo com a compra de participações em vários ativos da Petrobras, para operação conjunta, entre 1998 e 2000. Inicialmente, a companhia adquiriu participações nos blocos BC-7, BCAM-40 (onde está o Campo de Manati) e o BS-3.
Em 2000, foram descobertas as reservas de gás e condensado no Campo de Manati, no litoral da Bahia, começando a produzir gás natural em 2007.
A QGOC adquiriu outras participações de outras petrolíferas bem como nas rodadas de licitações realizadas pela Agência Nacional do Petróleo, Gás Natural e Biocombustíveis (ANP) ao longo dos anos seguintes.
Em 2010, foi criada Queiroz Galvão Exploração e Produção (QGEP), após a decisão por segregar as operações de exploração e produção de petróleo das atividades de prestação de serviços. Em 2011, foi feito o IPO da QGEP, movimentando R$ 1,52 bilhão.
Em 2011, adquiriu os blocos no pré-sal BS-4 e BM-S-8, nos quais descobriu o Campo de Atlanta e o Campo de Carcará, respectivamente. A produção no Campo de Atlanta iniciou em 2018.
Em março de 2019, a QGEP anunciou a mudança de nome para Enauta.
Em 2023, com a conversão de dívidas, a Queiroz Galvão transferiu o controle da Enauta para os credores. Em março de 2024, o Bradesco tornou-se o maior acionista, com 26,2% de participação.

## Aquisições

#### Campo de Papa-Terra
Em dezembro de 2022, a empresa comprou a participação total no campo de produção de Papa-Terra, da Petrobras, localizado na Bacia de Campos. A operação foi concluída com o pagamento à vista de US$ 18,2 milhões para a estatal, o valor recebido se soma ao montante de US$ 6 milhões pagos à Petrobras na ocasião da assinatura do contrato de venda. Além desse montante, é previsto o recebimento pela Petrobras de até US$ 80,4 milhões em pagamentos contingentes, a depender das cotações futuras do petróleo brent e desenvolvimento dos ativos.

#### Polo Potiguar
Em fevereiro de 2022, a Petrobras assinou contrato de venda do Polo Potiguar para a 3R Petroleum por US$ 1,38 bilhão. A venda inclui um conjunto de 22 concessões de campos de produção terrestres e de águas rasas, junto com sua infraestrutura de processamento, a Refinaria Clara Camarão, Terminal Aquaviário de Guamoré, logística, armazenamento, transporte e escoamento de petróleo e gás natural, localizadas na Bacia Potiguar.
Em 07 de junho de 2023, a Agência Nacional do Petróleo, Gás Natural e Biocombustíveis (ANP) aprovou a transferência de 100% do Polo Potiguar para a 3R Petroleum. A companhia assumiu a operação dos ativos no dia 08 de junho de 2023.

## Fusão
Em 2 de abril de 2024, a 3R Petroleum anunciou acordo de incorporação com a Enauta Participações, o acordo também inclui a incorporação da Maha Energy.
Em julho, o Conselho Administrativo de Defesa Econômica (CADE) aprovou a fusão da companhia com a Enauta Energia levando à mudança de nome da companhia para Brava Energia.